# Kolektivizam
Kolektivizam je termin kojim se opisuju etički, politički i društveni stavovi i ponašanja koja naglašavaju ljudsku međuovisnost i značaj zajednice (kolektiva), umjesto značaja pojedinaca i individualizma.
Kolektivisti pažnju usmjeravaju zajednici i društvu te su im ciljevi grupe uvijek većeg prioriteta od vlastitih ciljeva. Kolektivizam se općenito smatra dijametralno suprotnim individualizmu.
Pod kolektivizmom smatraju primjerice:
- boljševizam kao prijelazna faza u komunizam
- ina komunistička uređenja, prije svega kinesko
- kibucizam, dobrovoljne zajednice u kojima ljudi zajedno obrađuju zemlju i dijele imovinu (prije svega u Izraelu)
- političke ideologije koje podrazumijevaju zajedničku kontrolu nad sredstvima za proizvodnju

Pojam "kolektivizam" zapravo najčešće koriste njegovi protivnici. Najglasniji antikolektivisti su zagovornici individualizma i objektivizma. Oni tvrde da je kolektivizam "dvoličan u teoriji", a "nemoralan u praksi".
Osim apsolutnog kolektivizma koji podrazumijeva sve aspekte života u kolektivističke ideologije se mogu ubrojiti i pokreti koji gospodarstvo prepuštaju pojedincima, dok sve ostale aspekte života nastoje podrediti nacionalnoj, rasnoj, vjerskoj, ili nekoj drugoj zajednici. Tu su najznačajniji pokreti kao fašizam, nacionalsocijalizam i fundamentalizam.    

## Uzroci kolektivizma
Temelj kolektivizma je u ljudskoj potrebi za sigurnošću zajednice i to je normalna potreba kad se članovi zajednice osjete kako je zajednica ugrožena.  U takvim trenucima pojedinac je spreman žrtvovati sve kako bi zaštitio zajednicu i to je jedina ljudska potreba zbog koje je pojedinac spreman žrtvovati i vlastiti život kako bi zaštitio zajednicu. Koliko će se snažno kod kojeg pojedinaca iskazati ova potreba ovisi o tom koliko je snažno taj pojedinac silom ljubavi vezan za zajednicu, te koliko je uvjeren u ugroženost zajednice.   

## Zloupotreba potrebe za sigurnošću
Ljudskom potrebom za sigurnošću zajednice moguće je manipulirati od strane vođa zajednice, osobito u ideološkim zajednicama.  Manipulaciju od strane vođa zajednice, uz pomoć podložnih medija, moguće je usmjeriti prema članovima vlastite zajednice u cilju izazivanja osjećaja ugroženosti izvana kako bi se izazvalo stanje kolektivizma u kojem je puno lakše manipulirati članovima zajednice, a moguće je manipulaciju usmjeriti i prema članovima drugih zajednica kako bi se u tim zajednicama razvio što jači individulizam, liberalizam i korupcija, što sve smanjuje vezanost ljudi za njihove zajednice, a čime se smanjuje i sposobnost suparničkih zajednica na obranu.  